# Pyrenaria menglaensis
Pyrenaria menglaensis là một loài thực vật có hoa trong họ Theaceae. Loài này được G.D. Tao miêu tả khoa học đầu tiên năm 1983.